# هارولد وكومار يذهبان إلى مطعم القلعة البيضاء (فلم)
هارولد وكومار يذهبان إلى مطعم القلعة البيضاء (بالإنجليزية: Harold & Kumar go to Whitecastle) هو فيلم كوميدي مدته ساعة و28 دقيقة طرح في يوليو 2004 يدور حول شابين في مهمة للذهاب لإحدى محال الوجبات السريعة لتناول شطيرة هامبرجر، وما يحدث لهم من مواقف أثناء الرحلة، عنصرية في بعض الأحيان بسبب ملامحهم.
تكلف إنتاجه 9 ملايين دولار محققاً 18 مليون دولار عند عرضه في دور السينما، ثم 60 مليون مكاسب من ال DVD
هذا الفيلم هو الجزء الأول، والذي تبعه الجزء الثاني بعنوان هارولد وكومار 2: الهروب من سجن غوانتانامو.

## القصة
هارولد هو موظف جديد في أحد البنوك يتم استغلاله من قبل زميلين له، إذ يكلفاه بالكثير من العمل ليتسنى لهما أخذ عطلتهما معللين ذلك إلى حب هارولد للأرقام كونه من أصول آسيوية، وفي نفس الوقت كومار في امتحان القبول بكلية الطب ويعمد إلى طرده من الامتحان حيث يتلقى مكالمة من هارولد ويعلن أن سبب وجوده في الأمتحان هو لأرضاء والده ليستمر في دفع إيجار مسكنه ويعترف بكراهيته لكلية الطب رغم درجاته المتميزة،
أما هارولد فيواجه مشكلة في ركن سيارته امام منزله بسبب بعض الشباب المتعصب للرياضة الذين يستغلوا المكان لركن سيارتهم.
و في نفس الليلة بينما يدخنان البانجو في منزلهما يشاهدان إعلان القلعة البيضاء مطعم الوجبات السريعة ويقررا الذهاب إليه لتناول شطائر الهامبرجر، تستغرق الرحلة معهما 24 ساعة، وبعد شرائهما المزيد من المخدرات يفقدانها تماما بعد هروبهما من إحدى الحفلات، ثم يهاجم كمار حيوان الراكون فيضطرا إلى تأجيل رحلتهم والذهاب إلى المستشفى ليتأكدا من عدم إصابته بالسعار، وأثناء وجودهما في المستشفى يتنكرا في زي طبيب ليسرقا بعضًا من الميرجوانا الطبية ويقابل كمار والده وأخوه ويواجهانه بسقوطه ويهددانه بأنه سيحرم من أي مساعدات مالية إن لم ينجح في المرة الثانية، ويقابلا بالصدفة نيل باتريك هاريس يلعب دور نفسه ويقوم بسرقة سيارتهم، وفي طريقهم لإبلاغ الشرطة، يتم إيقافهم من قبل شرطي عنصري بسبب عدم التزامهم بقوانين السير رغم عدم وجود سيارات ويوجه لهم الإهانات العنصرية بسبب أسميهما وأصولهما غير الأمريكية، وبطريق الخطأ يقوم هارولد بضرب الشرطي بعد أن كان يوجه الضربة لصديقه الذي يتفادها ليتلقاها الشرطي. فيؤخذ إلى المخفر، ويقابل هناك أستاذ جامعي أسود مسجون بسبب لون بشرته الذي يخبره بأن لا يصب غضبه على كل الناس.

## وصلات خارجية
- مقالات تستعمل روابط فنية بلا صلة مع ويكي بيانات